# Christian Fernández Salas
Christian Fernández Salas (nascut el 15 d'octubre de 1985 a Santander) és un futbolista càntabre que juga actualment al Reial Oviedo.